# Cabinet Geiler
Le cabinet de Karl Geiler était le gouvernement du Land de Hesse entre le 14 octobre 1945 et le 7 janvier 1947.
Il était soutenu par une grande coalition entre le Parti social-démocrate d'Allemagne (SPD), l'Union chrétienne-démocrate d'Allemagne (CDU) et le Parti communiste d'Allemagne (KPD) dirigée par Karl Geiler.
Il a été remplacé par le cabinet de Christian Stock.

## Composition
| Poste                                                          | Ministre                   | Ministre                                | Parti |
| -------------------------------------------------------------- | -------------------------- | --------------------------------------- | ----- |
| Ministre-président                                             |                            | Karl Geiler                             | Sans  |
| Vice-Ministre-Président                                        |                            | Werner Hilpert à partir du 01/11/1945   | CDU   |
| Ministre de l'Intérieur                                        |                            | Hans Venedey (de) jusqu'au 07/08/1946   | SPD   |
| Ministre de l'Intérieur                                        | Heinrich Zinnkann          |                                         | SPD   |
| Ministre de l'Économie                                         |                            | Harald Koch du 01/11/1945 au 01/10/1946 | Sans  |
| Ministre de l'Économie                                         |                            | Intérim de Werner Hilpert               | CDU   |
| Ministre de l'Alimentation et de l'Agriculture                 |                            | Georg Häring à partir du 01/11/1945     | SPD   |
| Ministre des Finances                                          |                            | Wilhelm Mattes jusqu'au 09/11/1949      | Sans  |
| Ministre des Finances                                          | Robert Nöll von der Nahmer |                                         | Sans  |
| Ministre de la Justice                                         |                            | Robert Fritz jusqu'au 01/11/1945        | Sans  |
| Ministre de la Justice                                         |                            | Georg August Zinn                       | SPD   |
| Ministre de la Culture                                         |                            | Franz Böhm du 01/11/1945 au 19/04/1946  | CDU   |
| Ministre de la Culture                                         | Franz Schramm              |                                         | CDU   |
| Ministre du Travail                                            |                            | Oskar Müller (en)                       | KPD   |
| Ministre de la Reconstruction et de la Politique de libération |                            | Gottlob Binder                          | SPD   |
| Chef de la Chancellerie d'État                                 |                            | Hugo Swart jusqu'au 04/07/1946          | Sans  |
| Chef de la Chancellerie d'État                                 |                            | Hermann Brill (en)                      | SPD   |